# Визволитель (алмаз)
«Визволитель» («Лібератор») (англ. Liberator) — алмаз масою 155,0 каратів, знайдений в 1944 р. у Gran-Sabana (Венесуела). Після фасетування збереглося 37,6 % маси у вигляді 4 діамантів масою 39,60, 18,12, 8,93 і 1,44 карата.

Одержав назву на честь Симона Болівара — визволителя Венесуели.
Найбільший із діамантів є у приватній власності. Місцезнаходження решти невідоме.

## Ресурси Інтернету
- List of 261 referred polished diamonds [Архівовано 2 грудня 2016 у Wayback Machine.]
- Archive for Famous Diamonds